# Gamm vert
Pour les articles homonymes, voir Gamm.
Gamm vert est une enseigne de jardinerie, créée en 1977 par l'UNCAA (Union Nationale des Coopératives Agricoles d’Approvisionnement, aujourd'hui filiale du groupe InVivo) spécialisée dans le libre service agricole et l'animalerie.
Le premier magasin Gamm Vert a ouvert ses portes en 1977 à Jarny en Meurthe-et-Moselle, à l’origine, l’enseigne était destiné aux professionnels mais elle s’est rapidement tourné vers le grand public.
Son nom (en forme longue Grande Armée Maillot Malakoff vert) viendrait de la localisation de son siège social parisien, au croisement de l'avenue de la Grande Armée, de l'avenue de Malakoff et de la porte Maillot[réf. nécessaire],.

## Histoire
En 2012, Gamm vert rachète à 100 % le site de jardinerie en ligne plantes-et-jardins.com.
En 2013, la société franchise 700 magasins.
En 2014, InVivo acquiert les jardineries Delbard, concurrentes de Gamm vert, en rachetant le groupe Nalod's.
En mai 2016, InVivo acquiert 90 magasins Gamm vert à deux de ses franchisés, Axéréal et Terrena.
En 2018, InVivo acquiert Jardiland, concurrent de Gamm vert.
En 2022, Gamm vert passe aux mains de Teract, nouvelle société cotée en bourse créée par InVivo et 2MX Organic (véhicule d'investissement de Xavier Niel, Matthieu Pigasse et Moez-Alexandre Zouari). L'introduction en bourse est un succès.
Cependant, en 2025, Gamm vert possède moins de 900 magasins en France, contre 1 150 en 2023, suite à de nombreuses fermetures,,,.